# Neger, Neger, Schornsteinfeger!
Neger, Neger, Schornsteinfeger! ist die Verfilmung der gleichnamigen Autobiografie von Hans-Jürgen Massaquoi. Der Zweiteiler war am 1. und 2. Oktober 2006 erstmals im ZDF zu sehen und wurde an Schauplätzen in Köln, Düren, Wittenberge und Hamburg gedreht.

## Handlung
Hans-Jürgen Massaquoi wird 1926 in Hamburg als Sohn der deutschen Krankenschwester Bertha Baetz und des aus Liberia stammenden und in Dublin studierenden Al Haj Massaquoi geboren. Seinen Vater lernt Hans-Jürgen damals nicht kennen. Sein Großvater väterlicherseits ist Momolu Massaquoi, Generalkonsul von Liberia in Hamburg und der erste Diplomat aus einem afrikanischen Land in Deutschland.
Nach einem kurzen, sorgenfreien Leben in der Villa des Großvaters zieht Hans-Jürgen noch im Kindesalter mit seiner Mutter in ein Arbeiterviertel nach Hamburg-Barmbek-Süd, weil der Großvater in Liberia als Postminister gebraucht wird. In dem Viertel lernt er Klaus Mahnke und Fiete Petersen kennen, zwei Freunde fürs Leben. Er übernachtet, während seine Mutter nachts als Krankenschwester arbeitet, bei Elisabeth Möller, die später fast zur Familie gehört; wie auch Franz Wahl, den Bertha bei der Arbeit kennengelernt hat und in den sie sich später verliebt. Er wird aber aufgrund seiner Stelle als Personalleiter dazu genötigt, in die NSDAP einzutreten.
Wegen seiner dunklen Hautfarbe entstehen dem Jungen im aufkommenden Dritten Reich zahlreiche Probleme. So wird er zum Beispiel trotz guter Leistungen in der Schule benachteiligt oder im Schulsport an den Pranger gestellt, außerdem wird ihm der Beitritt zum Deutschen Jungvolk, zur Wehrmacht oder der Zutritt zu Luftschutzbunkern bei Angriffen verwehrt. Er und seine Mutter müssen gegen Vorurteile ankämpfen und versuchen, in immer unmenschlicher werdenden Zeiten zu überleben, wobei Franz als Parteimitglied nur bedingt der Familie beisteht, weshalb sich Bertha schließlich von ihm trennt. Trotzdem verbindet Hans-Jürgen die Liebe zu Deutschland und der Wunsch, einer der Ihren zu sein, mit den „arischen“ Deutschen.
Hans-Jürgen verliebt sich in die blonde und hellhäutige Evchen John. Als sie erwischt werden, wird er von der Gestapo festgenommen und kommt nur durch die Hilfe seines guten Freundes, des Polizisten Reesen, frei. Mit dessen Hilfe und der vieler anderer gutwilliger Menschen gelingt es Hans-Jürgen und seiner Mutter, den Krieg in Hamburg zu überleben.

## Ausstrahlung in Deutschland
Der Film wurde Anfang Oktober 2006 als Zweiteiler auf ZDF zur Hauptsendezeit ausgestrahlt.
| Datum           | Zuschauer | Zuschauer       | Marktanteil | Marktanteil     | Quellen |
| Datum           | Gesamt    | 14 bis 49 Jahre | Marktanteil | Marktanteil     | Quellen |
| Datum           | Gesamt    | 14 bis 49 Jahre | Gesamt      | 14 bis 49 Jahre | Quellen |
| --------------- | --------- | --------------- | ----------- | --------------- | ------- |
| 1. Oktober 2006 | 8,56 Mio. | 2,76 Mio.       | 24,8 %      | 19,0 %          | [ 1 ]   |
| 2. Oktober 2006 | 8,21 Mio. | 2,6 Mio.        | 26,1 %      | 21,1 %          | [ 2 ]   |

## Rezensionen
„Das Problem einer Buchverfilmung, die nur begrenzte Zeit hat, ihre Geschichte zu erzählen, packt der Film an: Die Handlung fliegt im Zeitraffer dahin; zuweilen wirkt sie dadurch vereinfacht und verknappt. Der zweite Teil gewinnt an Tempo und Dramatik. Vor allem durch das Spiel der hochkarätigen Besetzung ist ein bewegendes Stück Film entstanden, das zu menschlicher Wärme und Solidarität ermutigt.“

In einer Rezension des Spiegel wird dem Film bescheinigt, „mehr Heimatkunde als Historiendrama, mehr Folklore als Analyse der damaligen Verhältnisse“ zu sein. Grund sei der Blickwinkel aus der Sicht der Mutter, die die Nazizeit zwar instinktsicher beurteile, aber nicht verstehe und analysiere. Der Film liefere mit seinen Nazi-Schurken und „Gutmenschenfietjes“ wenig Erhellendes: „Geschichtsunterricht wie aus dem Lebkuchenhaus.“